# Marika Besobrasova
Marika Besobrasova (née le 4 août 1918 à Yalta, morte le 25 avril 2010) est une danseuse russe naturalisée monégasque.
Professeure de danse classique méthode Vaganova[réf. nécessaire], elle avait créé un cours privé à Monaco en 1952 et fondé l'Académie de Danse Classique Princesse Grace qu'elle dirigeait depuis 1975.